# Municipio de Roberts (Minnesota)
El municipio de Roberts (en inglés: Roberts Township) es un municipio ubicado en el condado de Wilkin en el estado estadounidense de Minnesota. En el año 2010 tenía una población de 110 habitantes y una densidad poblacional de 1,91 personas por km².

## Geografía
El municipio de Roberts se encuentra ubicado en las coordenadas 46°30′9″N 96°41′44″O / 46.50250, -96.69556. Según la Oficina del Censo de los Estados Unidos, el municipio tiene una superficie total de 57.68 km², de la cual 57,68 km² corresponden a tierra firme y (0 %) 0 km² es agua.

## Demografía
Según el censo de 2010, había 110 personas residiendo en el municipio de Roberts. La densidad de población era de 1,91 hab./km². De los 110 habitantes, el municipio de Roberts estaba compuesto por el 99,09 % blancos, el 0,91 % eran de otras razas. Del total de la población el 0,91 % eran hispanos o latinos de cualquier raza.